# Strefy bezpieczeństwa ONZ w Bośni i Hercegowinie

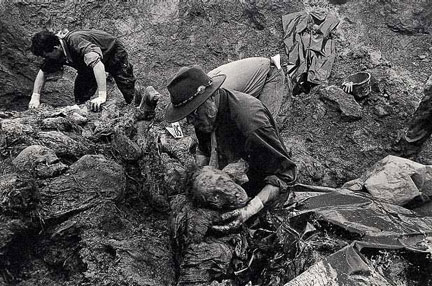
Ekshumacja ofiar masakry w Srebrenicy, która była pierwszą strefą ONZ

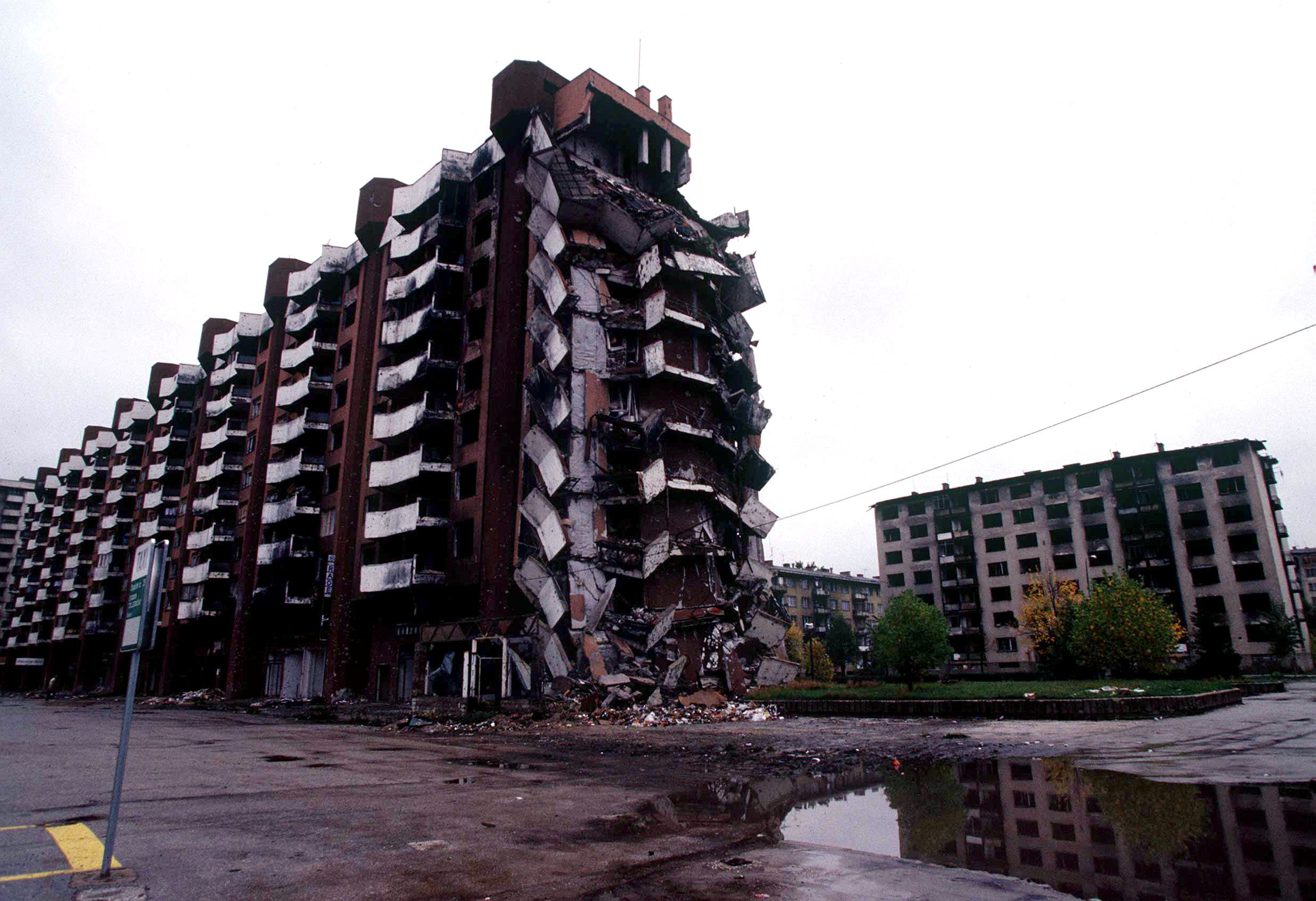
Zrujnowane Sarajewo w 1996 roku

Strefy bezpieczeństwa ONZ w Bośni i Hercegowinie – wydzielone w 1993 roku podczas wojny w Bośni i Hercegowinie muzułmańskie enklawy nadzorowane przez Organizację Narodów Zjednoczonych. Podstawą do stworzenia stref bezpieczeństwa był prawny zakaz prowadzenia na terenach nimi objętych działań wojennych. Łącznie do 1995 roku funkcjonowało sześć stref ONZ.
Pierwszą strefę bezpieczeństwa wyznaczono w rejonie Srebrenicy – jej powstanie wynikało z Rezolucji 819 Rady Bezpieczeństwa ONZ z 16 kwietnia 1993 roku. Przyczyną powstania strefy wokół Srebrenicy była ofensywa bośniackich Serbów w celu zdobycia miasta. W czasie dyskusji Rada Bezpieczeństwa ONZ postanowiła, że nie dopuści do zajęcia Srebrenicy. Pod naciskiem strony amerykańskiej postanowiono, że miasto pozostanie zdemilitaryzowaną enklawą muzułmańską pod ochroną wojsk ONZ.
Niespełna miesiąc później, 6 maja 1993, Rada Bezpieczeństwa ONZ podjęła Rezolucję 824, na mocy której powstały strefy obejmujące swym zasięgiem pięć miast: Tuzlę, Žepę, Goražde, Bihać oraz stolicę Bośni i Hercegowiny Sarajewo.
Wszystkie sześć stref zostało objętych specjalnym nadzorem jednostek pokojowych UNPROFOR (United Nations Protection Force – Siły Ochronne Organizacji Narodów Zjednoczonych), które na terenie byłej Jugosławii funkcjonowały od lutego 1992 roku.
Ustanowienie stref przez ONZ uważane jest za decyzję kontrowersyjną, a wiele źródeł podaje, że do 1994 roku ich działalność była nieefektywna, ponieważ strony konfliktu nadal prowadziły między sobą walki na terenach objętych ochroną. Efektem tego było m.in. wzmocnienie sił UNPROFOR poprzez skierowanie wojsk holenderskich do bazy w wiosce Potočari, na przedmieściach Srebrenicy. Sytuacja stref pogorszyła się wiosną 1995, a do ich do upadku doprowadziło zajęcie (w lipcu tego roku) przez wojska dowodzone przez Ratko Mladicia Srebrenicy oraz Žepy. Serbowie zaatakowali także Goražde, ale tego miasta nie udało im się już zdobyć.
Wydarzenia z lata 1995 roku oraz ciągle trwające oblężenie Sarajewa (w tym druga masakra na Markale) doprowadziły do rozpoczęcia przez siły NATO operacji Deliberate Force (wydzielonej z misji Deny Flight). Bezpośrednim następstwem tych wydarzeń było odstąpienie wojsk serbskich od swoich pozycji oraz – po rokowaniach pokojowych– podpisanie Układu z Dayton, który formalnie kończył wojnę domową w Bośni i Hercegowinie.